# Röhrsen
Röhrsen ist ein Ortsteil der Gemeinde Lüder (Samtgemeinde Aue) im niedersächsischen Landkreis Uelzen. 

## Geografie und Verkehrsanbindung
Der Ort liegt westlich des Kernortes Lüder und südwestlich von Bad Bodenteich. 
Das Naturschutzgebiet Schweimker Moor und Lüderbruch liegt südlich und das Naturschutzgebiet Bornbachtal nordwestlich.
Östlich verläuft der Elbe-Seitenkanal.
Die B 4 verläuft westlich.